# Мышецкий, Яков Ефимович
Князь Яков Ефимович Мышецкий (ум. 1700) — русский государственный и военный деятель, стольник и дипломат.

## Биография
Представитель княжеского рода Мышецких. Младший сын дворянина московского и воеводы, князя Ефима Фёдоровича Мышецкого. Старшие братья — князья Даниил и Борис Мышецкие.
В 1641—1643 годах сопровождал своего отца во время его дипломатической миссии в Грузии. В 1645 году участвовал в русском посольстве в ВКЛ. В 1649 году князь Я. Е. Мышецкий был назначен стольником царицы Марии Ильиничны, первой жены царя Алексея Михайловича.
В 1654—1655 годах князь Яков Ефимович Мышецкий служил под Шкловом и Копысем в полку князя Юрия Алексеевича Долгорукова, затем в Севске под командованием князя Григория Семеновича Куракина. В 1656 году он участвовал в неудачном походе русской армии на шведские владения в Прибалтике. Из-под Риги Яков сопровождал своего старшего брата Даниила в Данию.
В 1664 году князь Яков Ефимович Мышецкий служил в Почепе в полку под командованием князя Якова Куденетовича Черкасского. В 1668 году он был пожалован в царские стольники.
В 1675—1676 годах Я. Е. Мышецкий служил в Севске под руководством князя Владимира Дмитриевича Долгорукова и под Чигирином в полку князя Василия Васильевича Голицына. В 1677 году был отправлен в Обонежскую пятину для переписи крестьянских дворов.
В 1679-1680 годах князь Яков Мышецкий служил под Киевом в полку князя Михаила Алегуковича Черкасского. В 1685 году построил церковь Покрова Пресвятой Богородицы в своем селе Ново-Озерецком (ныне — деревня Мышецкое, Солнечногорский район Московской области).
В 1687 году князья Яков Фёдорович Долгоруков и Яков Ефимович Мышецкий возглавили русское посольство во Францию и Испанию.

## Семья и дети
Был женат на Феодоре Ивановне (ум. до 1708), от брака с которой имел единственную дочь:
- Княжна Анастасия Яковлевна Мышецкая (1680 — после 1722), жена с 1702 года первого коменданта Санкт-Петербурга Кирилла Алексеевича Нарышкина (ок. 1670—1723).